# Urodacus varians
Espèce
Urodacus varians est une espèce de scorpions de la famille des Scorpionidae.

## Distribution
Cette espèce est endémique d'Australie-Occidentale. Elle se rencontre vers la Canning Stock Route et Onslow.

## Description
Le tronc du mâle holotype mesure 27,4 mm et la queue 54 mm.
Le mâle décrit par Koch en 1977 mesure 84 mm.

## Publication originale
- Glauert, 1963 : « Notes on Urodacus scorpions. » Western Australian Naturalist, vol. 8, no 6, p. 132-135 (texte intégral).